# Paule Minck
Paule Minck lub Mink, Menck i Menk, wł. Paulina Adela Mękarska (ur. 9 listopada 1839 w Clermont-Ferrand, zm. 28 kwietnia 1901 w Paryżu) – francuska rewolucyjna socjalistka, feministka, dziennikarka, agitatorka i mówczyni polskiego pochodzenia, działaczka Komuny Paryskiej.

## Życiorys
Urodziła się 9 listopada 1839 r. w Clermont-Ferrand. Jej ojciec Jan Nepomucen Mękarski był pułkownikiem polskiej armii i wyemigrował z Królestwa Kongresowego po powstaniu listopadowym, a we Francji był działaczem emigracyjnym. Matka, Jeanne Blanche Cornelly de Lapierre, była francuską arystokratką. Niewiele wiadomo o młodości Minck, kształciła się w domu lub w nieznanych szkołach. Wraz z rodziną mieszkała w Paryżu, gdzie jej ojciec pracował jako sprzedawca i poborca podatkowy, a młoda Mink dawała lekcje języka i pracowała jako krawcowa. Jej republikańskie sympatie zostały wzmocnione przez doświadczenie rewolucji 1848 r. i już w wieku 16 lat zaczęła angażować się w działalność organizacji republikańskich i feministycznych. Ze względu na trudną dla Francuzów wymowę nazwiska posługiwała się prostszym pseudonimem w formie Minck, Mink, Menck i Menk.
W 1866 r. dołączyła do Towarzystwa na Rzecz Praw Kobiet, założonego przez Léona Richera i Marie Deraismes, a dwa lata później założyła własną organizację wzajemnej kobiecej pomocy i wraz z Deraismes zaczęła dawać publiczne odczyty na temat praw pracowniczych i politycznych dla kobiet. Okazała się charyzmatyczną mówczynią, docenianą przez publiczność. W 1869 r. Minck zaczęła wydawać satyryczny, prorepublikański magazyn Muchy i Pająki, jednak jego wydawanie zostało zablokowane przez władze. Mimo to nadal często występowała, przemawiając do robotników, i w swoich wystąpieniach poruszała kwestie socjalne i społeczne. Uważała, że role mężczyzn i kobiet w społeczeństwie są komplementarne, i w związku z tym domagała się większego szacunku dla matek. Ponadto postulowała wyzwolenie mas robotniczych z biedy i wegetacji spowodowanej niskimi płacami, a w przypadku kobiet dodatkowo podkreślała znaczenie problemu napastowania seksualnego, a także okoliczności, które zmuszają kobiety do prostytucji. Postulowała także, by kobiety odciążyć z podwójnych obowiązków, jakimi były praca zawodowa i domowa.
Wyróżniła się podczas wojny francusko-pruskiej, organizując obronę Auxerre, gdzie dowodziła ochotniczym oddziałem i została ranna w boju. Nowy rząd republikański odznaczył ją Legię Honorową, ale odmówiła jej przyjęcia. W czasie Komuny Paryskiej walczyła na barykadach, ale też wygłaszała przemówienia, angażowała się w działalność licznych lewicowych klubów, a także założyła własny klub robotniczy, opiekę ambulatoryjną dla robotników i koedukacyjną szkołę dla ubogich dzieci, a ponadto organizowała wsparcie dla rewolucjonistów na prowincji. Po upadku Komuny zbiegła do Szwajcarii, unikając wyroku, który wydano zaocznie, a także Krwawego Tygodnia, podczas którego zamordowano ok. 30 tys. komunardów. W listopadzie 1871 r. wzięła udział w Kongresie Ligi Pokoju i Wolności w Lozannie, na którym domagała się przywrócenia Polsce niepodległości i potępienia przez Kongres zbrodni popełnionych w czasie Komuny, a oba te postulaty zostały przez Kongres przyjęte.
Do Francji wróciła po ogłoszeniu amnestii z 1880 r. i zamieszkała w Montpellier, gdzie ponownie zaangażowała się w różne grupy socjalistyczne i stała się jedną z przywódczyń tego ruchu w latach 80. i 90. Toczyła spór z Hubertine Auclert, liderką ruchu sufrażystek, którą krytykowała za wąskie skupienie się wyłącznie na prawach wyborczych i uważała, że samo danie kobietom prawa głosu nie doprowadzi do ich emancypacji, gdyż jej zdaniem wiele z nich znajdowało się pod wpływem Kościoła, co wykluczało w ich wypadku suwerenne decyzje wyborcze. Ponadto uważała, że prawo wyborcze nie wyzwoli kobiet z pułapki biedy, do której wpędził jej system kapitalistyczny. Była zdecydowaną antyklerykałką, uważała katolicyzm i wolność za pojęcia sprzeczne, opowiadała się za likwidacją klasztorów i kościołów, wysłaniem księży do pracy.
Pod wpływem liberalnej feministki Eugénie Potonié-Pierre stopniowo zmieniła poglądy na udział kobiet w życiu politycznym i w 1893 r. dołączyła do organizacji sufrażystek Solidarność. Ostatecznie uznała, że kobiety mogą być moderatorkami w życiu politycznym, stanowić siłę, która zwalczy korupcję. Jako kandydatka Solidarności wystąpiła w wyborach do rady miejskiej Paryża, do którego zdążyła się przeprowadzić. Ponadto do 1896 r. napisała serię artykułów do czasopisma Solidarności pt. Kwestia Społeczna, a od 1894 r. była sekretarzem redakcji aż do zakończenia wydawania pisma trzy lata później.
Po zamachu na cara Aleksandra II, Minck organizowała demonstracje w obronie biorącej udział w organizacji zamachu Hesi Helfman, którą skazano na śmierć przez powieszenie. Podczas tych demonstracji została aresztowana, a sąd uznał ją za niepoczytalną i, traktując to jako okoliczność łagodzącą, skazał ją na miesiąc więzienia. Minck uznała ten wyrok za skandal i domagała się pełnej, przewidzianej prawem kary.
Po śmierci Potonié-Pierre w 1898 r. Minck została zmarginalizowana przez nowe kierownictwo i poświęciła się pracy na rzecz jedności socjalistycznych organizacji kobiecych. Pod koniec życia bez powodzenia kandydowała do parlamentu, broniła również kapitana Alfreda Dreyfusa.
Zmarła 28 kwietnia 1901 r. w Paryżu i została pochowana na cmentarzu Pere-Lachaise. Po pogrzebie wielotysięczna grupa robotników, anarchistów, socjalistów i feministek wdała się w wielogodzinną bitwę z policją.

## Życie prywatne
Nie mówiła po polsku, ale uważała się za Polkę. Jej pierwszym mężem był powstaniec listopadowy Ignacy Bohdanowicz, z którym miała dwie córki: Annę i Wandę. Związek szybko się rozpadł, najpewniej z powodu stosowania przez męża przemocy. Potem miała dwóch synów z rewolucjonistą, mechanikiem Maximem Négro: Lucifer-Blanqui-Vercingetorix-Révolution i Spartacus-Blanqui-Révolution.